# Gummifluss

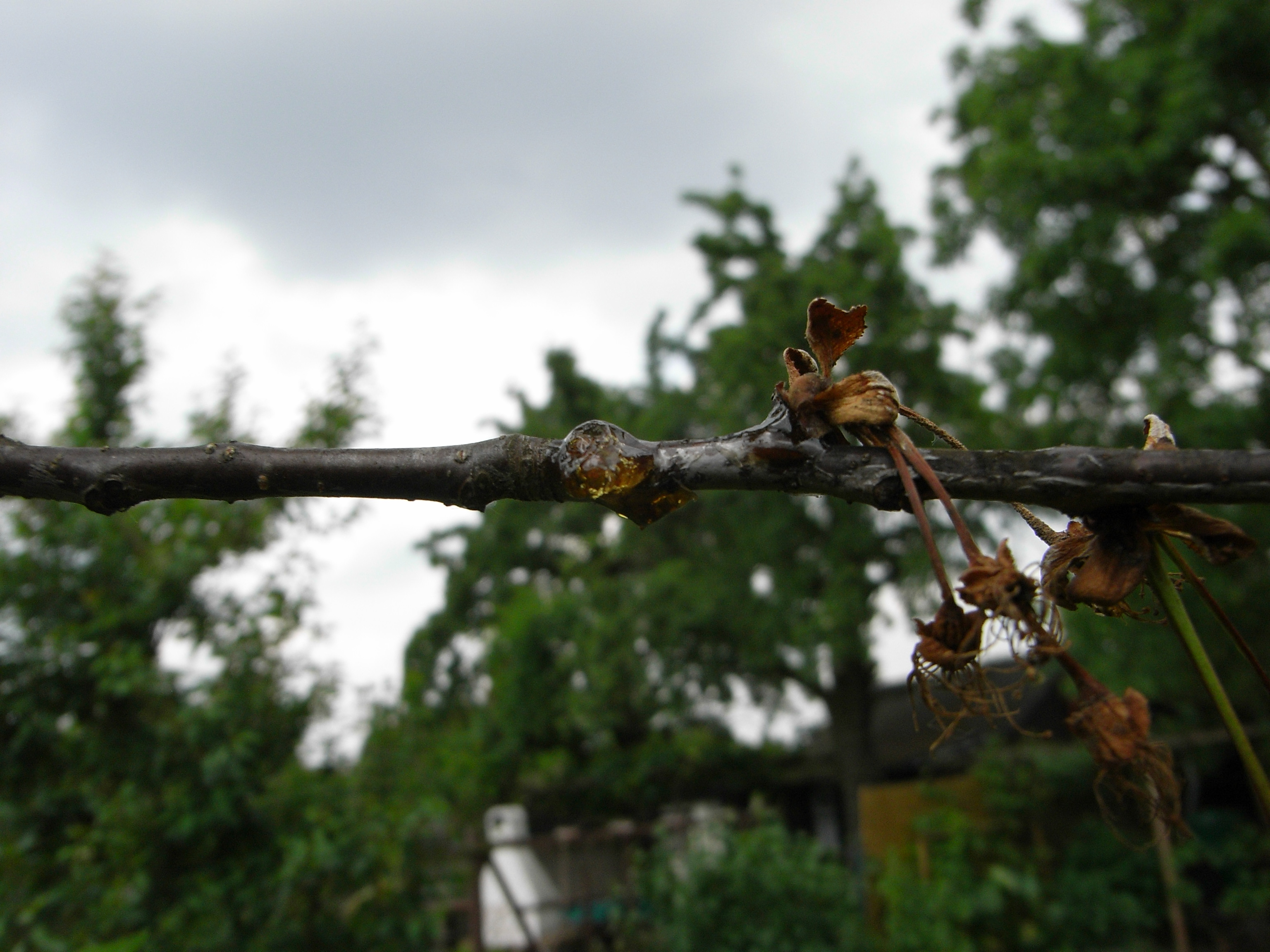
Gummifluss und Spitzendürre an einem Sauerkirschzweig

Gummifluss (auch bekannt als Gummosis oder Gummose) ist eine Krankheit an Laubbäumen, bevorzugt Steinobstbäumen der Gattung Prunus (Kirsche, Marille, Pflaume etc.).

## Schadbild
Durch die Verflüssigung von Holzteilen, vor allem Jungholz, bilden sich unter der Rinde Krankheitsherde, die eine gummiartige farblose bis bernsteinfarbene Flüssigkeit, ein Pflanzengummi, absondern, die dann zwischen den Rindenstücken an Ästen und Stamm austritt. Das Gummi besteht aus verschiedenen Zuckerverbindungen und Säuren.

## Ursachen
Die Hauptursache sind physiologische Störungen des Baumes, die unter anderem den Wasserhaushalt betreffen können.
Frost, Verletzungen, aber auch Bakterien und Pilze, vor allem der Gattung Hallimasch (Armillaria), können zum Gummifluss beitragen.

## Auswirkungen
Zweige und Äste sterben nach einiger Zeit ab. Bei Jungbäumen kann auch in seltenen Fällen der Stamm absterben. 

## Maßnahmen
- Kurative Maßnahmen: Zurückschneiden der kranken Zweige und Äste, im Notfall muss der ganze Baum gefällt werden.
- Präventive Maßnahmen: feuchte/frostige Lagen, Verletzungen und eine direkte Kronen-Beregnung sind zu vermeiden.

## Verwendung
Früher wurde das Kirsch- und Pflaumengummi manchmal statt Gummi arabicum zur Herstellung von Gallustinte verwendet. Manchmal wurde es aber auch als billiger Rohstoff hochwertigen Gummiarten hinzugefügt.